# Exposición Universal de Montreal (1967)
La Expo 67 o Exposición Universal de 1967 se realizó en la ciudad de Montreal (Canadá). La exposición marcó el pináculo de las celebraciones por el centenario de Canadá en 1967.
El tema de la exposición fue "El hombre y su mundo". El tema fue derivado del libro Tierra de Hombres (de Antoine de Saint-Exupery), en uno de cuyos pasajes dice que "Ser hombre es sentir que se contribuye con algo a la creación de un mundo".
Una de las exposiciones mundiales más exitosas del siglo XX, la exposición le dio a Montreal la oportunidad de mostrarse como una ciudad internacional.

## Historia
La idea de la exposición fue desarrollada por el senador Mark Drouin. Él y Sarto Fournier (exalcalde de Montreal) presentaron la propuesta a la Oficina Internacional de Exposiciones, pero en 1960 el organismo eligió a Moscú (en 1967 se conmemorarían 50 años del inicio de la revolución rusa). En 1962, Moscú canceló los planes para la exposición por razones económicas y Jean Drapeau, en aquel entonces alcalde de Montreal, logró convencer al organismo para que la exposición se llevara a cabo en Montreal.
Con respecto al sitio de la exposición, se consideraron varias propuestas, pero finalmente se eligió a la isla Sainte-Hélène, una zona de tierra en medio del río San Lorenzo, la cual fue expandida. Así mismo, se creó una isla adyacente, la isla Notre Dame. 28 millones de toneladas de tierra (fruto de la construcción del metro de la ciudad) fueron transportadas durante meses para lograr este cometido.
La exposición fue inaugurada el 28 de abril de 1967 y clausurada el 27 de octubre del mismo año. 50 millones de personas visitaron la exposición.

## El recinto

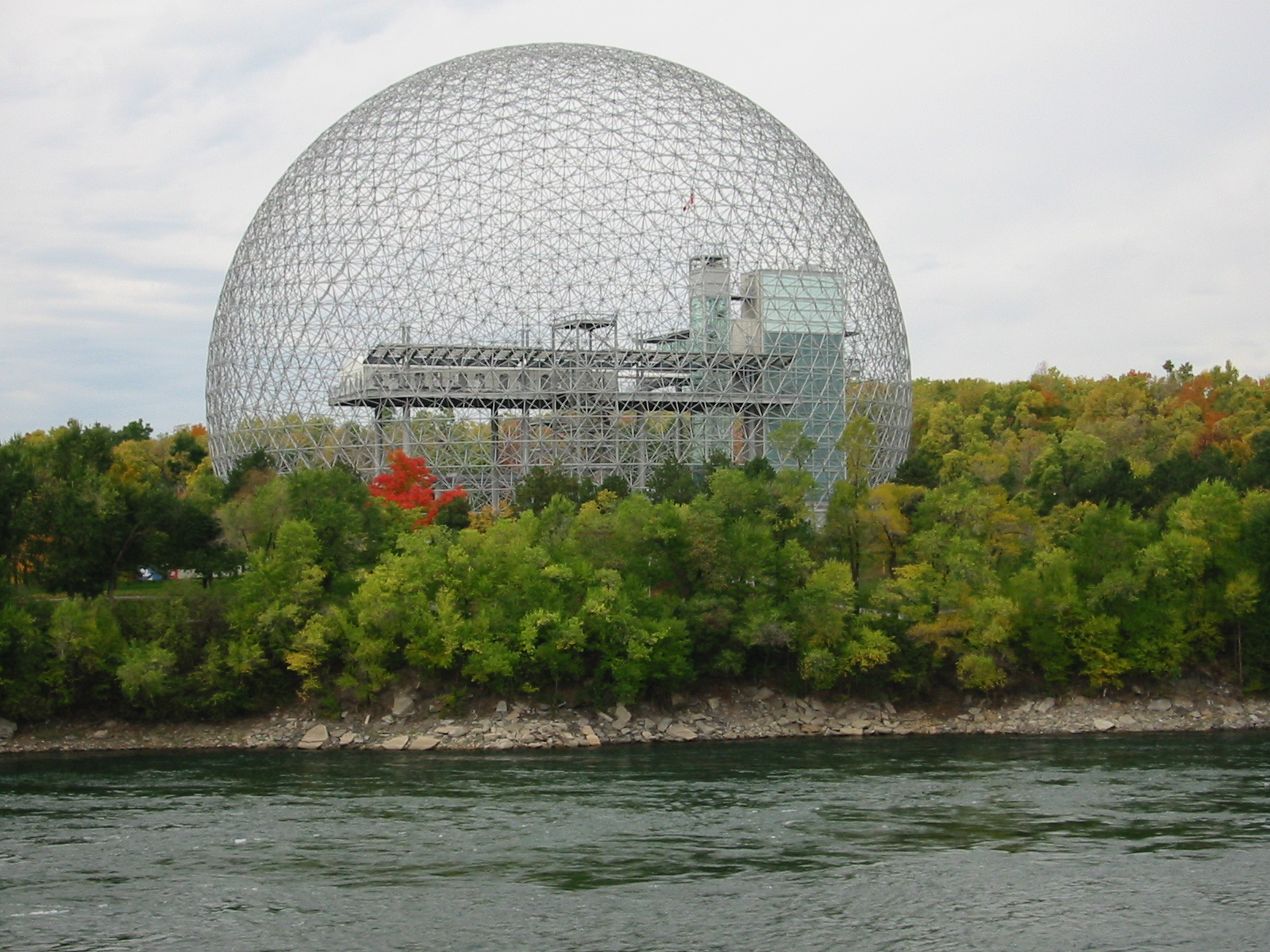
El antiguo pabellón de los EE. UU., en la actualidad la Biosphère.

El recinto estuvo dividido en 5 ejes principales:
- El hombre como creador: su punto focal fue un grupo de 180 obras de arte
- El hombre y la colectividad: exploraba los efectos del crecimiento urbano.
- El hombre como explorador: mostraba cómo la especie humana ha avanzado mediante la exploración y la investigación científica.
- El hombre como productor: hacía énfasis en la transformación de materias primas.
- El hombre como proveedor: era un informe de los logros y fracasos de la especie humana.[2]

La exposición fue un escaparate de las más recientes tendencias en arquitectura. Entre las piezas arquitectónicas de la misma destaca el pabellón de Estados Unidos, creado por Buckminster Fuller. Otra pieza arquitectónica destacada fue un complejo residencial llamado Habitat-67, conformado por 158 apartamentos en forma de caja que pretendían combinar las ventajas de las casas individuales con un desarrollo urbano denso. Dicho conjunto residencial fue creado por Moshe Safdie.

## Países participantes
| - Alemania Occidental - Argelia - Australia - Austria - Barbados - Bélgica - Birmania - Camerún - Canadá - Ceilán - Chad - Checoslovaquia - Corea del Sur - Costa de Marfil - Cuba - Dinamarca - Estados Unidos - Etiopía - Finlandia - Francia | - Gabón - Ghana - Grecia - Guyana - Haití - India - Irán - Islandia - Israel - Italia - Jamaica - Japón - Kenia - Kuwait - Madagascar - Marruecos - Mauricio - México - Mónaco - Níger | - Noruega - Países Bajos - Reino Unido - República Árabe Unida - República Democrática del Congo - Ruanda - Senegal - Suecia - Suiza - Tailandia - República de China - Tanzania - Togo - Trinidad y Tobago - Túnez - Uganda - Unión Soviética - Venezuela - Yugoslavia |

También estuvo representada en la Expo las Naciones Unidas.

## Emblema

Emblema de la exposición

El emblema de la exposición fue diseñado por Julien Hébert y representa a la humanidad unificada en torno a un objetivo común. Se cree que el emblema está basado en el símbolo rúnico Algiz.

## Controversias
Cuando el presidente francés Charles De Gaulle visitó la exposición pronunció un discurso entre cuyas palabras estaban las siguientes:

Vive Montréal...
Vive le Québec ...
Vive le Québec Libre!
Viva Montreal...
Viva Quebec...
¡Viva Quebec Libre!

Esas palabras generaron molestia en el gobierno canadiense, al mismo tiempo que generaron confianza entre el movimiento independentista de Quebec.

## Legado
Tras el cierre, se intentaron conservar varias atracciones en la forma de un parque llamado "El Hombre y su Mundo", pero el número de visitantes decreció. El parque cerró en 1984.
En 1975, el área de la Isla de Notre Dame fue reconstruida y acondicionada para acoger las pruebas de canotaje de los Juegos Olímpicos de Montreal 1976.
En la actualidad, pocas estructuras de la exposición aún están en pie. Entre ellas están el pabellón de Estados Unidos (que en la actualidad es la Biosphère) y los pabellones de Francia y Quebec (convertidos en el Casino de Montreal). Así mismo, el recinto se ha convertido en el parque Jean Drapeau, dentro del cual está el circuito Gilles Villeneuve (sede del Gran Premio de Canadá en la Fórmula 1).